# ملادن فرانكوفيتش
ملادن فرانكوفيتش هو مدرب كرة قدم ولاعب كرة قدم كرواتي في مركز الدفاع، ولد في 1937 في رييكا في كرواتيا، وتوفي بنفس المكان في 11 فبراير 2021. لعب مع نادي رييكا.